# Frederik Børsting
Frederik Lindbøg Børsting (* 13. Februar 1995 in Klarup) ist ein dänischer Fußballspieler und ehemaliger dänischer Nachwuchsnationalspieler.

## Karriere

### Verein
Børsting wechselte im Alter von zehn Jahren von RGK Klarup in die Jugendakademie des Partnervereins Aalborg BK und gab am 26. Juli 2014 beim 2:0-Heimsieg am zweiten Spieltag der dänischen Superliga gegen den FC Midtjylland sein Profidebüt. In dieser Saison spielte er in 19 Partien und schoss ein Tor; Aalborg BK – 2014 noch Meister und Pokalsieger – verpasste sowohl in dieser Saison als auch in den Spielzeiten 2015/16, 2016/17 und 2017/18 die Qualifikation für den internationalen Wettbewerb.

### Nationalmannschaft
Børsting spielte fünfmal für die dänische U-19-Nationalmannschaft und einmal für die U-20-Auswahl. Am 27. März 2015 lief er bei der 0:2-Niederlage in einem Testspiel in Istanbul gegen die Türkei erstmals für die dänische U-21-Nationalmannschaft auf. Børsting nahm mit der dänischen Auswahl bei den Olympischen Sommerspielen 2016 in Rio de Janeiro teil. Bei der U21-Europameisterschaft 2017 in Polen gehörte er zum dänischen Kader und kam im Auftaktspiel gegen Italien zum Einsatz; die dänische Mannschaft schied nach der Gruppenphase aus.